# Опанасенко Володимир Дмитрович
Володимир Дмитрович Опанасенко (12 лютого 1937 — 25 березня 1999) — український актор, театральний режисер. Заслужений діяч мистецтв України (1978).

## Життєпис
Народився 12 лютого 1937 р. в с. Ядлівка Київської області. Закінчив Київський державний інститут театрального мистецтва ім. І. Карпенка-Карого (1965).
Працював у театрах Києва, Рівного, Чернівців, Київському театрі кіноактора (1986—1990). З 1990 р. — актор Національного українського драматичного театру ім. І.Франка. Знімався у фільмах: «Від Бугу до Вісли» (1980, Блискавиця), «Жорстока фантазія» (1994).
В останні роки життя хворів, переніс 8 операцій. Помер на 63-му році життя 25 березня 1999 року. Похований у селі Ніжинське на Чернігівщині.